# Claude Ruelle
Claude Ruelle  (* 20. November 1923 in Brüssel) ist ein ehemaliger belgischer Diplomat.

## Leben
Claude Ruelle ist der Sohn von Emilie Sligot und dem Kaufmann Albert Ruelle. Er heiratete 1979 Hildegard Schaeben. Er ist Master des konsularischen Dienstes und des Dienstes der Handelsmission sowie Bachelor der Sozialwissenschaften. 1955 war er in Saarbrücken Berichterstatter der Europäischen Kommission über das
Saarreferendum. Von 1956 bis 1958 war er in Montevideo Botschaftssekretär zweiter Klasse. Von 1959 bis 1960 war er in Guatemala-Stadt Botschaftssekretär erster Klasse. von 1961 bis 1963 war er Geschäftsträger in San José, von 1964 bis 1965 Generalkonsul in Kananga Amtsbezirk Provinz Kasai, von 1966 bis 1967 Botschaftsrat in Kinshasa, von 1968 bis 1969 Botschafter in Köln, von 1973 bis 1976 Botschafter in Bujumbura in Burundi.
Von 1977 bis 1979 wurde er im Außenministerium in Brüssel beschäftigt. Von 1980 bis 6. Oktober 1981 war er Botschafter in Kairo. Am 6. Oktober 1981 wurde er von zwei Kugeln getroffen, als Anwar as-Sadat erschossen wurde. Von 1982 bis 1985 war er Botschafter in Luxemburg und von 1986 bis 1989 war er Generalkonsul in Zürich.